# Horst Marxer
Horst Marxer (* 25. Oktober 1958) ist ein ehemaliger liechtensteinischer Fussballspieler.
Der Anfang der 1990er Jahre als Leiter der Drogenfahndung der Liechtensteiner Landespolizei tätige Torhüter Marxer zählt zu den Pionieren der liechtensteinischen Fussballnationalmannschaft. Er hütete 1982 beim 0:1 gegen die Schweiz, das das erste Länderspiel in der Geschichte der Nationalelf seines Heimatlands darstellte, das Tor des Fürstentums. Auch zu Beginn der Amtszeit Dietrich Weises gehörte er noch dem Kader des Nationalteams an. Auf Vereinsebene spielte er für den USV Eschen-Mauren, den FC Vaduz und Chur 97. Heute (Stand: 30. November 2010) ist Marxer Inhaber der Sicherheitsfirma RMS.